# 矢筈岳 (熊本県水俣市・鹿児島県出水市)
矢筈岳（やはずだけ）は、熊本県水俣市と鹿児島県出水市とにまたがる標高687.0mの山である。
山頂には矢越神社が鎮座しており、山麓の加紫久利神社によって管理されている。この矢越神社の例祭と加紫久利神社の春祭とが同じ3月4日であることから両社の間には何らかの関係があったとも考えられるが、現在しかとした伝承は伝わっていないものの、この矢筈岳の山麓に鎮座する加紫久利神社は『式内社調査報告』によると、大宝2年（702年）薩摩建国と同時に肥後国境にそびえる加紫久利山の山麓に宇佐の三女神を移祭したものであるとされており、また加紫久利山を神体とする山岳信仰から始まった神社であったとも考えられていることから、この加紫久利山は、矢筈岳の古い'呼び名であるといわれている。

## 概要
- 所在地：熊本県水俣市袋・鹿児島県出水市上鯖淵
- 峠名：矢筈峠
- 道路：熊本県道・鹿児島県道117号水俣出水線
- 登山道：あり
- 林道：あり
- 標高：687.0m